# Yokohama DeNA BayStars
Gli Yokohama DeNA BayStars (横浜DeNAベイスターズ?, Yokohama Dienuei Beisutāzu) sono una squadra professionistica giapponese di baseball con sede a Yokohama. Militano nella Central League della Nippon Professional Baseball e giocano le partite casalinghe allo Yokohama Stadium.
Hanno vinto il titolo di campioni assoluti della NPB (così come il titolo della Central League) in due occasioni, nel 1960 e nel 1998.
La squadra fu fondata nel 1950 e, nel corso degli anni, ha assunto le seguenti denominazioni:
- Taiyō Whales (大洋ホエールズ?, Taiyō Hoeeruzu) (1950–1952)
- Taiyō-Shochiku Robins (大洋松竹ロビンス?, Taiyō Shōchiku Robinsu) (1953)
- Yō-Shō Robins (洋松ロビンス?, Yō-Shō Robinsu) (1954)
- Taiyō Whales (大洋ホエールズ?, Taiyō Hoeeruzu) (1955–1977)
- Yokohama Taiyō Whales (横浜大洋ホエールズ?, Yokohama Taiyō Hoeeruzu) (1978–1992)
- Yokohama BayStars (横浜ベイスターズ?, Yokohama Beisutāzu) (1993–2011)
- Yokohama DeNA BayStars, dal 2012.

## Allenatori
- Tairiku Watanabe (渡辺大陸, 1950)
- Haruyasu Nakajima (中島治康, 1951)
- Giichi Arima (有馬義一, 1951)
- Tokuro Konishi (小西得郎, 1952-1953)
- Takeo Nagasawa (永沢武夫, 1954)
- Isamu Fujii (藤井勇, 1955)
- Masami Sakohata (迫畑正巳, 1956-1958)
- Shigeo Mori (森茂雄, 1959)
- Osamu Mihara (三原脩, 1960-1967)
- Kaoru Betto (別当薫, 1968-1974)
- Noboru Akiyama (秋山登, 1975-1976)
- Kaoru Betto (1977-1979)
- Kiyoshi Doi (土井淳, 1980-1981)
- Junzo Sekine (関根潤三, 1982-1984)
- Sadao Kondo (近藤貞雄, 1985-1986)
- Takeshi Koba (古葉竹識, 1987-1989)
- Yutaka Sudo (須藤豊, 1990-1992)
- Akira Ejiri (江尻亮, 1992)
- Akihito Kondo (近藤昭仁, 1993-1995)
- Akihiko Ohya (大矢明彦, 1996-1997)
- Hiroshi Gondo (権藤博, 1998-2000)
- Masahiko Mori (森祇晶, 2001-2002)
- Daisuke Yamashita (山下大輔, 2003-2004)
- Kazuhiko Ushijima (牛島和彦, 2005-2006)
- Akihiko Ohya (2007-2009)
- Takao Obana (尾花高夫, 2010-2011)
- Kiyoshi Nakahata (中畑清, 2012-)

## Giocatori
- Daisuke Miura (三浦大輔, 1992-)
- Hitoshi Tamura (多村仁志, 1997-2006, 2013-)
- Norihiro Nakamura (中村紀洋, 2011-)

### Ex giocatori

#### Membri della Baseball Hall of Fame (lista parziale)
- Noboru Akiyama (秋山登, 1956-1967)

#### Altri
- Gentaro Shimada (島田源太郎, 1958-1970, 1972-1973)
- Kichiro Sasaki (佐々木吉郎, 1962-1969)
- Makoto Matsubara (松原誠, 1962-1980)
- Yutaka Takagi (高木豊, 1981-1993)
- Takuro Ishii (石井琢朗, 1989-2008)
- Motonobu Tanishige (谷繁元信, 1989-2001)
- Kazuhiro Sasaki (佐々木主浩, 1990-1999, 2004-2005)
- Takanori Suzuki (鈴木尚典, 1991-2008)
- Takashi Saito (斎藤隆, 1992-2005)
- Makoto Matsubara (駒田徳広, 1994-2000)
- Seiichi Uchikawa (内川聖一, 2001-2010)